# Lucky Vatnani
Lucky Vatnani (* 23. Dezember 1985 in Hyderabad, Andhra Pradesh) ist ein indischer Snookerspieler, der in der Saison 2011/12 als Profispieler auf der Snooker Main Tour spielte.

## Karriere
Geboren in der indischen Großstadt Hyderabad, gewann Vatnani ab 2001 sechs Mal in Folge die U21-Snooker-Meisterschaft seines Heimat-Bundesstaates Andhra Pradesh. Später ging Vatnani ins englische Sheffield und machte dort an der Sheffield Hallam University einen Abschluss in Sports Business Administration. Gleichzeitig zeigte er als Nachwuchsspieler Talent im Snooker. Damals nahm er sowohl an Amateurturnieren in England und Wales, aber auch an indischen Turnieren teil. Bei kleineren Turnieren durchaus erfolgreich, erzielte er bei der indischen Meisterschaft keine schlechten Ergebnisse, doch der Durchbruch gelang ihm erst 2009. Damals gewann er die britischen Studentenmeisterschaften, im gleichen Jahr erreichte er das Achtelfinale der in Indien ausgetragenen Amateurweltmeisterschaft 2009. Anfang 2010 stand er zudem im Finale der indischen Meisterschaft, das er mit 5:6 knapp gegen Pankaj Advani verlor. Parallel nahm er an mehreren Spielzeiten der in Wales ausgerichteten Pontin’s International Open Series teil, in der Hoffnung auf eine Qualifikation für die Profitour. 2010 spielte Vatnani zudem einige Events der Players Tour Championship, einer Serie kleinerer, auch für Amateurspieler offenen Profiturniere. An die vorherigen Erfolge konnte er aber nicht direkt anknüpfen.
2011 vergab der professionelle Weltverband WPBSA mehrere Wildcards für die nächste Saison der Profitour, der sogenannten Snooker Main Tour. Eine davon ging an Vatnani, der damit in der Saison 2011/12 Profispieler war. Zuvor hatte der indische Spieler Pankaj Advani eine Teilnahme an der Profitour abgelehnt und der indische Verband an seiner Stelle Vatnani ins Spiel gebracht. Der englische Journalist David Hendon von der Snooker Scene vermutete, die Wildcard an Vatnani sei ein erster Schritt von Plänen des neuen Weltververbandschefs Barry Hearn für die Einbindung Indiens ins Profisnooker. Eine von Vatnani geplante Teilnahme an der Q School, das als Qualifikationsturnier die abgeschaffte Pontin’s International Open Series ersetzt hatte, entfiel deshalb. Nichtsdestotrotz nahm der Inder bei weitem nicht an allen Profiturnieren der Saison teil, vor allem zu Saisonbeginn trat er zu einigen Turnieren gar nicht an. Schuld daran waren trotz seines vorherigen Studienaufenthalts in England Probleme mit der Erteilung des Visum für Vatnani, nachdem die britischen Behörden mehrere Anträge Vatnanis zurückgewiesen hatten. Als er dann doch irgendwann ein Visum bekommen hatte, musste er in der übrigen Saison viele Niederlagen einstecken. Lediglich bei den Welsh Open konnte er zum einzigen Male in seiner Profizeit Spiele gewinnen, zunächst gegen Sam Craigie und dann noch gegen Barry Pinches. Sein drittes Spiel verlor er mit 3:4 knapp gegen Steve Davis. Auf der Weltrangliste war er so stets sehr weit unten zu finden, seine beste Platzierung war der 96. von 99 Plätzen.
In den nächsten Jahren nahm Vatnani fast jährlich an den Turnieren der Q School teil und versuchte sich so an einer dauerhaften Rückkehr auf die Profitour. Häufig musste er aber frühe Niederlagen verkraften. Das Gruppenhalbfinale im dritten Event 2012 und im zweiten Event 2018 waren seine besten Ergebnisse, hinzu kamen noch das -viertelfinale im zweiten Event 2012, im dritten Event 2019 und im ersten Event 2022. Zudem nahm der Inder 2012 an der EBSA Qualifying Tour sowie an den Spielzeiten 2018/19 und 2019/20 der Challenge Tour teil, hatte dort aber noch weniger Erfolg als bei der Q School. In der Saison 2012/13 hatte Vatnani zudem wieder bei einigen Events der Players Tour Championship mitgespielt, sah danach aber davon ab. 2019 erhielt er eine weitere Möglichkeit zur Teilnahme an einem Profiturnier; gemeinsam mit Himanshu Dinesh Jain vertrat er Indien beim professionellen World Cup. Sie belegten den dritten von sechs Plätzen ihrer Gruppe, verpassten damit aber die Qualifikation für die Finalrunde. Zusammen erhielten die beiden dafür 22.500 US-Dollar, jeweils also 11.250 $. Zusätzlich erhielt er hin und wieder eine Wildcard für die Indian Open, einem in seinem Heimatland ausgetragenes Profiturnier, wo Vatnani aber stets das Auftaktspiel verlor. Parallel hatte er als Amateur mehrfach einige gute Ergebnisse bei der indischen Meisterschaft erzielt sowie das Achtelfinale der Ausgaben 2014 und 2016 der Amateurweltmeisterschaft und der 2016er-Ausgabe der Amateurweltmeisterschaft im Six-Red-Snooker erreicht. Auch bei kleineren indischen Amateurturnieren konnte er mehrere Titel gewinnen. 2015 wurde er Vize-Meister des Bundesstaates Telangana, ebenso 2019. Gleichzeitig bekam der mittlerweile lizenzierte Snookertrainer eine Anstellung als Coach an der Snooker-Akademie des chinesischen Spitzenspielers Ding Junhui in Sheffield.
Vatnani heiratete 2012. Während seiner Profizeit und den vorherigen und anschließenden Jahren trainierte Vatnani regelmäßig in der Star Academy in Sheffield. In Indien hat er seinen Stützpunkt in einem Snookerclub in Nanakramguda, einem Stadtteil seiner Heimatstadt Hyderabad.

## Spielweise
Ein Artikel der Tageszeitung The Asian Age aus dem Jahr 2012 beschrieb Vatnani als einen der besten Spieler Indiens, bei dem „geschickte Ballberührungen und messerscharfe lange Bälle [...] an der Tagesordnung“ seien. Er steche als Spieler durch sein „ruhiges Auftreten“ hervor. Vatnani selbst führte aus, dass er letztere Eigenschaft erst im Laufe seiner Karriere langsam erworben habe. 2017 ergänzte er, dass er dennoch mentale Probleme beim Spielen habe, die seine Erfolgschancen mitunter begrenzt hätten. Er würde „durch Meditation und Übung“ versuchen, diese Probleme zu überwinden.

## Erfolge (Auswahl)
| Ausgang         | Jahr | Turnier                             | Finalgegner          | Ergebnis  |
| --------------- | ---- | ----------------------------------- | -------------------- | --------- |
| Amateurturniere |      |                                     |                      |           |
| Zweiter         | 2010 | Indische Snooker-Meisterschaft      | Pankaj Advani        | 5:6       |
| Zweiter         | 2015 | Snooker-Meisterschaft von Telangana | unbekannt            | unbekannt |
| Zweiter         | 2019 | Snooker-Meisterschaft von Telangana | Himanshu Dinesh Jain | 1:5       |